# Contea di Yarriambiack
La contea di Yarriambiack è una local government area che si trova nello Stato di Victoria. Essa si estende su una superficie di 7.310 chilometri quadrati e ha una popolazione di 7.088 abitanti. La sede del consiglio si trova a Warracknabeal.